# Ghevezeh
Ghevezeh (persiska: غورزه, غُّرزِه, غوزه) är en ort i Iran.   Den ligger i provinsen Hormozgan, i den södra delen av landet, 1 000 km söder om huvudstaden Teheran. Ghevezeh ligger 36 meter över havet och antalet invånare är 458.
Terrängen runt Ghevezeh är platt åt sydväst, men åt nordost är den kuperad. Havet är nära Ghevezeh åt sydväst.Runt Ghevezeh är det glesbefolkat, med 11 invånare per kvadratkilometer. Närmaste större samhälle är Gāvbandī, 14,2 km öster om Ghevezeh. Trakten runt Ghevezeh är ofruktbar med lite eller ingen växtlighet.